# Пичуг (река)
Пичуг — река в России, протекает в Никольском и Кичменгско-Городецком районах Вологодской области. Устье реки находится в 258 км по правому берегу реки Юг. Длина реки составляет 62 км, площадь бассейна — 462 км².
Исток реки находится на Северных Увалах в Никольском районе в 10 км к северо-востоку от деревни Беляевка. Генеральное направление течения — северо-запад, русло сильно извилистое. Вскоре после истока перетекает в Кичменгско-Городецкий район. В верхнем течении течёт по ненаселённому холмистому лесному массиву, в нижнем течении протекает деревни Смольянка, Еловино, Остапенец, Юшково, Гриденская, Березовая Гора и Подол.
Ширина реки в нижнем течении составляет около 30 метров, скорость течения 0,4 м/с. Впадает в Юг в 3 км к юго-востоку от села Шонга.

## Притоки
- 7 км: река Игнатий (лв)
- река Малый Качуг (пр)
- река Пендус (лв)
- 19 км: река Качуг (пр)
- река Талица (пр)
- 22 км: река Остапенец (лв)
- река Языковая (лв)
- река Кобыла (лв)
- 41 км: река Евховка (пр)
- река Перешница (лв)
- 47 км: река Дедовица (пр)
- река Левый Пичуг (лв)
- река Правый Пичуг (пр)

## Данные водного реестра
По данным государственного водного реестра России и геоинформационной системы водохозяйственного районирования территории РФ, подготовленной Федеральным агентством водных ресурсов:
- Бассейновый округ — Двинско-Печорский;
- Речной бассейн — Северная Двина;
- Речной подбассейн — Малая Северная Двина;
- Водохозяйственный участок — Юг;
- Код водного объекта — 03020100212103000010620.